# 劉楷 (順治進士)
刘楷，字式围。山东恩县人。清朝政治人物、進士出身。

## 生平
明崇祯十二年（1639年）舉己卯科山東鄉試。清朝顺治三年，登进士。授户部主事，升礼部郎中。著有《大学古本解》。